# آکیناری کاوازورا
آکیناری کاوازورا (انگلیسی: Akinari Kawazura؛ زادهٔ ۳ مهٔ ۱۹۹۴) بازیکن فوتبال اهل ژاپن است.